# Сарытумсык
Сарытумсык (каз. Сарытұмсық) — упразднённое село в Зайсанском районе Восточно-Казахстанской области Казахстана. Упразднено в 2020 г. Входило в состав Айнабулакского сельского округа. Код КАТО — 634645500.

## Население
В 1999 году население села составляло 89 человек (42 мужчины и 47 женщин). По данным переписи 2009 года, в селе проживал 71 человек (38 мужчин и 33 женщины).